# Yongkang (Jinhua)
Koordinaten: 28° 54′ N, 120° 2′ O
Yongkang (chinesisch 永康市, Pinyin Yǒngkāng Shì) ist eine kreisfreie Stadt, die zum Verwaltungsgebiet der bezirksfreien Stadt Jinhua in der chinesischen Provinz Zhejiang gehört. Sie befindet sich etwa 300 Kilometer südwestlich von Shanghai und bedeckt eine Fläche von 1.047 km².
Sie hat etwa 964.203 Einwohner (Stand: Zensus 2020) und gehört zu den 100 (von 374) wirtschaftsstärksten kreisfreien Städten Chinas. Sie ist insbesondere als „Heimat“ für Metallwaren bekannt und hat sich zu einem bedeutenden Wirtschaftsstandort entwickelt.